# Schänzlekopf
De Schänzlekopf is een 2068 meter hoge berg in de deelstaten Beieren (Duitsland) en Tirol (Oostenrijk).

## Geografie
De Schänzlekopf maakt deel uit van de Allgäuer Alpen. Ten noorden van de berg bevindt zich de Schänzlespitze en ten zuidwesten ligt de Sattelkopf. De Schänzlekopf maakt deel uit van de bergkam Rauhhornzug.